# Morus trilobata
Morus trilobata là một loài thực vật có hoa trong họ Moraceae. Loài này được (S.S. Chang) Z.Y. Cao mô tả khoa học đầu tiên năm 1991.